# 321
321 (CCCXXI na numeração romana) foi um ano comum do século IV do Calendário Juliano, da Era de Cristo, a sua letra dominical foi A (52 semanas), teve início a um domingo e terminou também a um domingo.
| Ano completo                    |
| ------------------------------- |
| Ano comum com início ao domingo |

## Eventos
- Constantino proíbe as atividades economicas ao Domingo, excepto a agricultura, adaptando o dia do Sol, pagão, à prática instituída entre algumas comunidades cristãs.
- É dada permissão à Igreja católica romana para possuir propriedades.